# Die kluge Bauerntochter

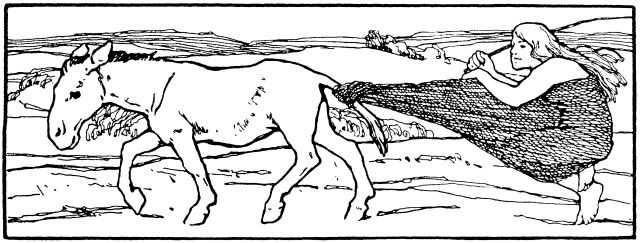
Illustration von Otto Ubbelohde, 1909

Die kluge Bauerntochter ist ein Märchen (ATU 875). Es steht in den Kinder- und Hausmärchen der Brüder Grimm an Stelle 94 (KHM 94). Zudem ist es auch im dänischen, estnischen, lettischen, litauischen, tschechischen, ungarischen, serbischen, bulgarischen, rumänischen, ukrainischen, russischen und italienischen Sprachraum bekannt.

## Inhalt

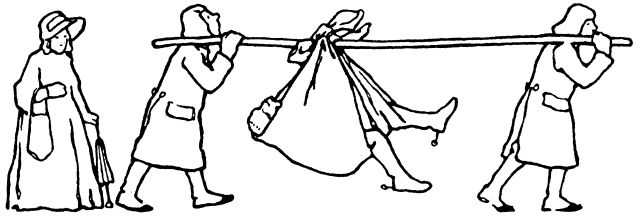
Illustration von Otto Ubbelohde, 1909

Ein Bauer findet in einem Acker, den ihm der König schenkte, einen goldenen Mörser. Da er den dazugehörigen Stößel nicht findet, rät ihm seine Tochter davon ab, den Mörser ohne den Stößel dem König zu bringen. Der Bauer tut es trotzdem und wird sogleich gefangen gesetzt, weil der König ihm vorhält, den Stößel unterschlagen zu haben. Erst nachdem die Bauerntochter den König von ihrer Klugheit überzeugt, indem sie eine vermeintlich unlösbare Aufgabe löst, lässt dieser den Bauern wieder frei, heiratet die Bauerntochter und macht sie zur Königin.
Jahre später setzt die frühere Bauerntochter und jetzige Königin ihre Klugheit wieder ein, um einem Pferdebesitzer im Streit mit einem Ochsenbauern zu seinem Recht zu verhelfen, mischt sich dadurch aber in die Rechtsprechung des Königs ein, weswegen dieser sie verstößt. Er gesteht ihr aber noch zu, dasjenige aus dem Königsschloss mit in ihr Bauernhaus zu nehmen, was ihr „das Liebste“ ist. Die Königin versetzt ihren Mann in einen tiefen Schlaf und nimmt ihn, der ihr „das Liebste“ geworden ist, mit sich in ihr Bauernhaus.
Als der König dort wieder erwacht, erkennt er erst, wie groß die Liebe seiner Frau tatsächlich ist; er nimmt sie – zu Tränen gerührt – zurück mit auf das Schloss und lässt sich erneut mit ihr vermählen. „Und sie werden ja wohl noch auf den heutigen Tag leben“.
Estnische Version
Eine estnischen Version beginnt mit einem Streit zwischen einem Gutsherrn und einem Bauern, den der Bauer, dank seiner rätselbegabten Tochter, vor Gericht, für sich entscheiden kann. Dem Hauptrichter gefällt die Tochter sehr und so nimmt er sie zur Frau. Im selben Ort kommt es dann zum Streit zwischen zwei Bauern, die zwei Pferdekoppeln besitzen. Der eine hat einen Wallach und der andere eine Stute und weil die Stute ihr Fohlen auf der Koppel des Wallach-Besitzers bekommen hatte, der gut Freund mit dem Richter ist, spricht dieser dem Besitzer des Wallachs das Fohlen zu. Die Frau des Richters rät dem Stuten-Besitzer daraufhin in die nahegelegene Sandwüste fischen zu gehen, wo der Richter ihn beim Spazierengehen sieht und lacht und der Mann dem Richter entgegnet, dass es genauso unmöglich ist Fische im Sand zu fangen, wie dass ein Wallach ein Fohlen bekommt. Vor Gericht spricht der Richter dann dem Stuten-Besitzer das Fohlen zu und erfährt, dass seine Frau es war, die dem Bauern den Rat gab. Noch einige Male mischt sich die Frau des Richters in die Angelegenheiten ihres Mannes ein, bis der sie schließlich wegschickt, ihr aber sagt, sie könne ihr teuerstes Gut mitnehmen. Nach einem großen Fest, nimmt sie ihren betrunkenen Mann mit und fährt zu einem Heuschober, wo der Nüchterngewordene am nächsten Morgen um Verzeihung bittet.

## Herkunft

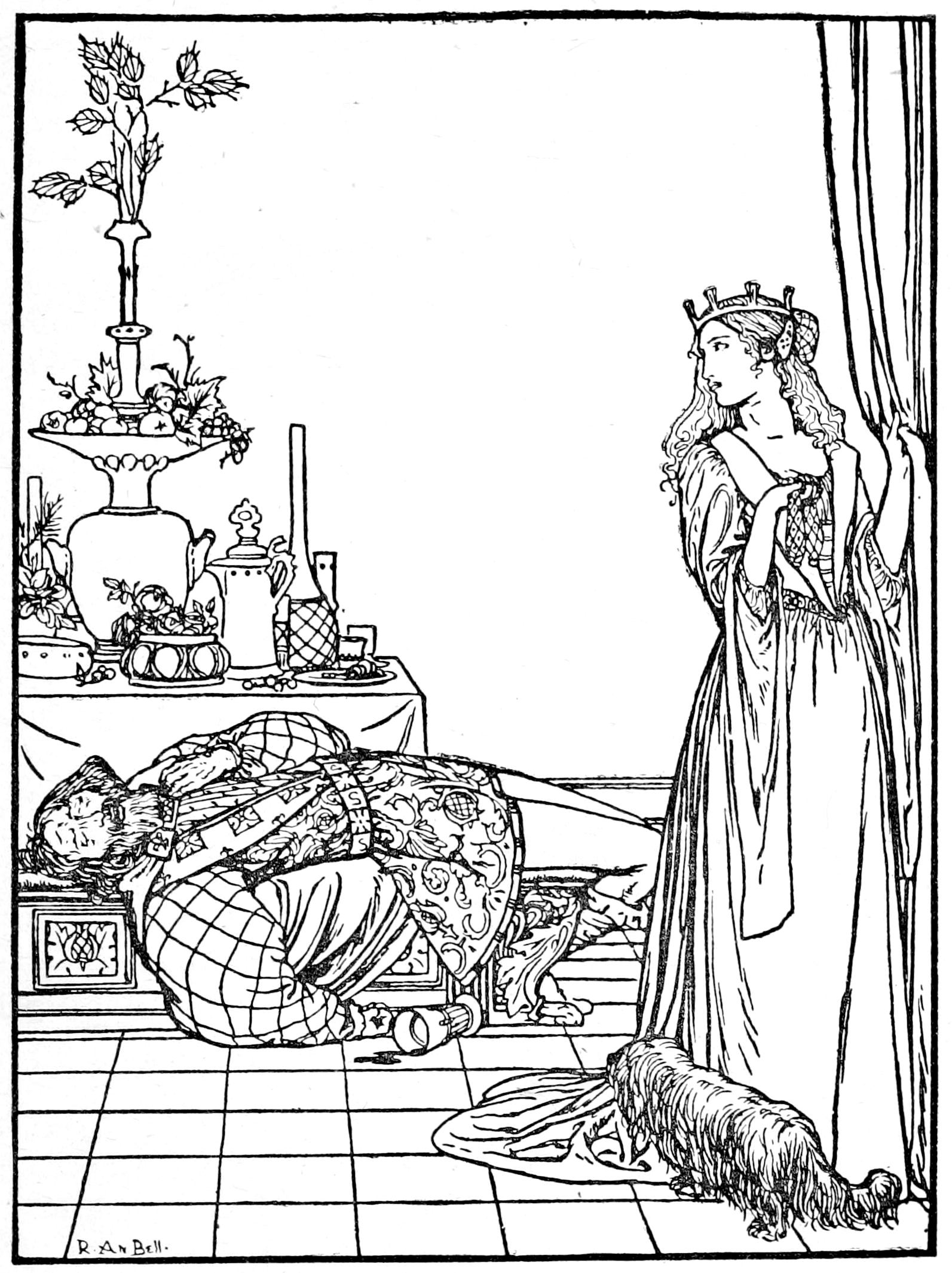
Illustration von Robert Anning Bell, 1912

Grimms Anmerkung notiert zur Herkunft „Zwehrn“ (von Dorothea Viehmann) und vergleicht anhand mehrerer Motive die Sage von Aslaug, Tochter Brünhilds bei Sigurd, bzgl. des Rätsels auch einen Schwank in Paulis Schimpf und Ernst und bei Hans Sachs „1560. Bl. 78“, Gesta Romanorum „Cap. 124“, „Cento novelle antiche (Torino 1802) S. 163“, Wuk „S. 125. 126“, Würdtwein „S. 488“, die Lalenbürger, Ratherius’ sermo de octavis paschae in Haupts Zeitschrift für deutsches Altertum 8, 21, Altdeutsche Blätter 1, 149, 152, Ferdinand Wolf „über die altfranzös. Heldengedichte S. 133.“ Grimms nennen noch Colshorn Nr. 26 Die kluge Dirne, Zingerle „S. 160“, Pröhles Märchen für die Jugend Nr. 49 Die kluge Hirtentochter, einen Reisebericht Asbjörnsens 1847 „S. 2“, Tendlau „in den jüdischen Sagen S. 54“.
In Ulrich Jahns Schwänke und Schnurren aus Bauernmund bekam das Märchen den Titel Kathrinchen, die kluge Besenbinderstochter.
Ákos Dömötör sah bei 600 Fassungen als Kern die unmöglichen Aufgaben des Königs an ein kluges Mädchen. Der zweite Teil der Erzählung scheint später angefügt und ähnelt der Salomo-Sage und Midrasch-Erzählungen. Das Motiv, dass die Frau als das Liebste ihren Mann mitnimmt, begegnet in anderem Zusammenhang in der Sage von Burg Weibertreu.
Vgl. später zum Fischgarn Die Räuberhöhle im Walde in Johann Wilhelm Wolfs Deutsche Hausmärchen, Hans ohne Sorgen in Ernst Heinrich Meiers Deutsche Volksmärchen aus Schwaben, Nr. 28, „nicht angezogen und nicht nackt“ auch in Ulrich Jahns Volksmärchen aus Pommern und Rügen, Nr. 11 Hadelum-pum-pum.

## Veröffentlichungen im nichtdeutschen Sprachraum
Das Märchen ist auch im nichtdeutschen Sprachraum bekannt. Die dänische Version von Svend Grundtvig wurde mit Die kluge Königin übersetzt. Eine weitere dänische Version wurde 1888 oder früher von Kristen Nielsen in der Egsgård Mark in der Gemeinde Ringive (Ostjütland) aufgezeichnet und erhielt im Deutschen den Titel Die kluge Küsterstochter. Erzählerin war seine Mutter Ane Marie Nielsen. Eine estnische Version von Jakob Hurt wurde 1896 von Hans Veikenberg erzählt und von Jaan Saalverk aufgezeichnet. Bekannt sind 18 estnische Varianten, die mehr im östlichen Teil des Landes verbreitet sind. Eine Lettische wurde im Kreis Liepāja (Kurzeme) aufgezeichnet und trägt in der deutschen Übersetzung den Titel Die kluge Tochter. In der Sammlung lettischer Märchen von P. Šmits finden sich 5 Varianten des Märchens. A. Medne verzeichnet derer sogar 79. Litauische Versionen wurden als Vom schlauen Mädchen und Von einer schlauen Magd bzw. Von einer schlauen Magd, die ein Gutsherr geheiratet hat übersetzt.
In Tschechien wurde das Märchen zwischen 1845 und 1847 von Božena Němcová im Chodengebiet aufgezeichnet, im Deutschen erhielt es später den Titel Die Kluge vom Gebirge. 1916 erschien es an Stelle Nr. 58 in Josef Tvrdýs Werk Jiří Polívka, Povídky lidu opavského a hanáckého. Diese Version stammt aus Nemojany im Distrikt Haná in Mittelmähren und wurde 1913 von Jan Křička erzählt sowie von M. Balcárková aufgezeichnet. Sie trägt im Deutschen den Titel Vom klugen Mädchen. Der rumänischen Variante von Petre Ispirescu wurde im Deutschen der Titel Die kluge Tochter des Armen verliehen. Auch existieren zwei kurze rumäniendeutsche Versionen, die in Claus Stephanis Volkserzählungen der Zipser in Nordrumänien (Marburg 1983, Titel: Die kluge Frau) und Helmut Berners und Claus Stephanis Volksgut der Sathmarschwaben (Marburg 1985, Titel Das kluge Bauernmädchen) zu finden sind. Nikolai Rainows bulgarische Version erhielt den deutschen Titel Das kluge Mädchen. Ebenso die ungarische Variante, die 1909 um Nyárád von Oszkár Majland aufgezeichnet wurde und die ukrainische Variante aus der Sammlung Bohdan Mykytiuks, die 1967 in Kaniža aufgenommen wurde. In Serbien wurde das Märchen 1853 von Vuk Karadžić (Nr. 25) veröffentlicht. Aufgezeichnet wurde es von Vuk Popović in der Nähe von Kotor, Montenegro. Im Deutschen erhielt es die Titel Von dem Mädchen das an Weisheit den Kaiser übertraf und Das Mädchen übertrifft den Zaren an Klugheit. Eine russische Version des Märchens stammt von Alexander Nikolajewitsch Afanassjew (Russische Volksmärchen, Band III, Nr. 328) und wurde im deutschsprachigen Raum unter den Titeln Das kluge Mädchen sowie Die kluge Jungfrau veröffentlicht. Ebenso existiert unter dem Titel Siebenjahr auch eine ins Deutsche übersetzte russische Version von Iwan Alexandrowitsch Chudjakow. Deutsche Titel der italienischen Versionen sind Das kluge Mädchen (Paul Heyse) und Die kluge Bauerntochter (Gyula Ortutay).
In einer schottischen Version, die als Die sommersprossige Häuslerstochter mit den gestutzten Haaren übersetzt wurde und aus dem Werk Stories from South Uist. Told by Angus MacLellan, translated by John Lorne Campbell. (London 1961) stammt, wird es der Frau eines Grundbesitzers gestattet drei Lasten mit sich nehmen zu dürfen, womit sie machen darf, was sie will. Also stellt sie die Wiege mit dem Erben, die Truhe mit den Besitzurkunden und einen Stuhl mit ihrem Mann vor die Tür, räumt erstere beiden Dinge wieder in das Haus, das nun ihr gehört und sagt ihrem Mann, dass er gehen könne, woraufhin dieser seiner Frau nichts mehr verbietet.
Das Märchen ist auch bei den Roma in Ungarn bekannt, wo es Sándor Csenki 1942 von der Erzählerin Gyula Mágani aufzeichnete und 1974 in seinem in Budapest erschienenen Werk A cigány meg a sárkány (Nr. 8, S. 39–41) veröffentlichte. Ebenfalls enthalten ist es in Ilona Tausendschön, Kassel 1980, Nr. 19, S. 136–139. Die Roma-Version erhielt im Deutschen den Titel König Mátyás und seine kluge Frau. Zudem existiert auch eine Aufzeichnung in livischer Sprache, die Liž Berthold 1920/1921 im Dorf Vaid erzählte und von Oskar Loorits niedergeschrieben wurde. Der deutsche Titel lautet Das kluge Weib.

## Bühnenfassungen

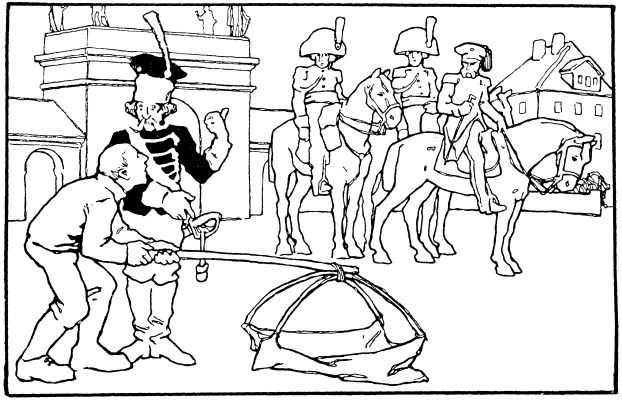
Illustration von Otto Ubbelohde, 1909

- Carl Orff: Die Kluge, Oper (Uraufführung 1943 in Frankfurt/Main)
- Max Jacob: Die kluge Bauerntochter, Puppenspiel für Jugendliche und Erwachsene (Hohnsteiner Puppenspiele)
- Rudolf Fischer: Die kluge Bauerntochter, Puppenspiel für Jugendliche und Erwachsene (Königsteiner, später Darmstädter Puppenspiele)
- Gerd J. Pohl: Die kluge Bauerntochter, Text und Inszenierung für die Piccolo Puppenspiele
- Kolja Wlazik: Die kluge Bauerntochter. Handpuppenspiel für Kinder im Grundschulalter (Lapislazuli Puppentheater, Bergisch Gladbach)

## Hörspiele
- Der arme Müllerbursch und das Kätzchen (mit Die kluge Bauerntochter auf der B-Seite), EUROPA-LP o. J.
- König Drosselbart (mit Die kluge Bauerntochter auf der B-Seite), Hörzu-Kinder-LP, o. J.
- Die kluge Bauerntochter, Litera-LP (Nr. 865205), DDR 1974.

## Verfilmungen
- 1960: Die kluge Bauerntochter, Animationsfilm, DDR, Buch: Erich Hammer, Wolfgang Bergner; Regie: Wolfgang Bergner.
- 1969: Wie heiratet man einen König?, Spielfilm, DDR, Buch: Günter Kaltofen, Rainer Simon; Regie: Rainer Simon.
- 1977: Die kluge Bauerntochter, Spielfilm, Schweiz, Buch: Heinz Bothe-Pelzer; Regie: Rudolf Jugert.
- 1984: Die kluge Bauerntochter, Animationsfilm, DDR, Buch/Regie: Monika Anderson.
- 2009: Die kluge Bauerntochter, Spielfilm aus der 2. Staffel der ARD-Reihe Acht auf einen Streich, Deutschland, Buch: Gabriele Kreis; Regie: Wolfgang Eißler.